# Дарко Б'єдов
Дарко Б'єдов (серб. Дарко Бједов; нар. 28 березня 1989, Книн, СР Хорватія, СФР Югославія) — сербський футболіст, центральний нападник.

## Життєпис
Народився в Книні. Футбольну кар'єру розпочав у белградському «Желєзнічарі». Згодом виступав за белградські клуби «Раднички», «Чукарички» та «Младеновац». Але повноцінно заграв у «Тимку» та «Інджії» в Першій лізі Сербії. Взимку 2013 року перебував на перегляді у першоліговому чеському клубі «Височина» (Їглава), але він не переконав ані тренера, ані керівництво клубу. Після завершення успішного сезону з «Зетою» в Першій лізі Чорногорії 2015/16, де з 18 голами в 33 матчах він став другим найкращим бомбардиром, приєднався до «Явора» (Іваніца). Після того, як відзначився 10-ма голами у 20-ти матчах сербської Суперліги протягом першої половини сезону 2016/17, 9 січня 2017 року підписав 2-річну угоду з «Гентом». 20 січня 2017 року дебютував за нову команду у переможному (1:0) домашньому матчі проти «Шарлеруа». Зрештою, того сезону зіграв лише три матчі за «Гент» і не відзначився жодним голом. На початку сезону 2017/18 років переведений до резервної команди. У лютому 2018 року перейшов в оренду з «Гента» у «Рад» до завершення сербської Суперліги 2017/18. 27 серпня 2018 року підписав дворічний контракт з «Воєводиною». На початку 2019 року вільним агентом перейшов до казахстанського «Атирау». Зіграв у Прем'єр-лізі 14 матчів, відзначився 2-ма голами, але в липні залишив команду, яка перебувала в зоні вильоту. Потім півсезону провів у складі «Рада». У січні 2020 року поїхав до Ірану, де приєднався до «Зоб Агана».

## Статистика виступів

### Клубна
| Сезон             | Клуб                   | Країна            | Змагання              | Змагання | Змагання | Кубок | Кубок | Інші  | Інші | Міжнар. | Міжнар. | Загалом | Загалом |
| Сезон             | Клуб                   | Країна            | Змагання              | Матчі    | Голи     | Матчі | Голи  | Матчі | Голи | Матчі   | Голи    | Матчі   | Голи    |
| ----------------- | ---------------------- | ----------------- | --------------------- | -------- | -------- | ----- | ----- | ----- | ---- | ------- | ------- | ------- | ------- |
| 2007/08           | «Желєзнічар» (Б)       | Сербія            | Сербська ліга         | 2        | 0        | ?     | ?     | 0     | 0    | 0       | 0       | 2       | 0       |
| 2007/08           | → «Раднички» (Белград) | Сербія            | Сербська ліга         | 11       | 3        | ?     | ?     | 0     | 0    | 0       | 0       | 11      | 3       |
| 2008/09           | «Раднички» (Белград)   | Сербія            | Сербська ліга         | 20       | 4        | ?     | ?     | 0     | 0    | 0       | 0       | 20      | 4       |
| 2009/10           | «Раднички» (Обреновац) | Сербія            | Сербська ліга         | 23       | 10       | ?     | ?     | 0     | 0    | 0       | 0       | 23      | 10      |
| 2010/11           | «Раднички» (Обреновац) | Сербія            | Сербська ліга         | 26       | 6        | ?     | ?     | 0     | 0    | 0       | 0       | 26      | 6       |
| 2011/12           | «Раднички» (Обреновац) | Сербія            | Сербська ліга         | 2        | 0        | ?     | ?     | 0     | 0    | 0       | 0       | 2       | 0       |
| 2011/12           | «Чукарички»            | Сербія            | Перша ліга            | 9        | 2        | 1     | 0     | 0     | 0    | 0       | 0       | 10      | 2       |
| 2011/12           | → «Младеновац»         | Сербія            | Перша ліга            | 6        | 0        | 0     | 0     | 0     | 0    | 0       | 0       | 6       | 0       |
| 2012/13           | «Тимок»                | Сербія            | Перша ліга            | 19       | 2        | 1     | 0     | 0     | 0    | 0       | 0       | 20      | 2       |
| 2013/14           | «Тимок»                | Сербія            | Перша ліга            | 10       | 0        | 0     | 0     | 0     | 0    | 0       | 0       | 10      | 0       |
| 2013/14           | «Інджія»               | Сербія            | Перша ліга            | 8        | 1        | 0     | 0     | 0     | 0    | 0       | 0       | 8       | 1       |
| 2014/15           | «Інджія»               | Сербія            | Перша ліга            | 28       | 5        | 1     | 0     | 0     | 0    | 0       | 0       | 29      | 5       |
| 2015/16           | «Зета»                 | Чорногорія        | Перша ліга Чорногорії | 33       | 18       | 3     | 1     | 0     | 0    | 0       | 0       | 36      | 19      |
| 2016/17           | «Явор» (Іваниця)       | Сербія            | Суперліга Сербії      | 20       | 10       | 0     | 0     | 0     | 0    | 0       | 0       | 20      | 10      |
| 2016/17           | «Гент»                 | Бельгія           | Ліга Жупіле           | 3        | 0        | 0     | 0     | 0     | 0    | 0       | 0       | 3       | 0       |
| Усього за кар'єру | Усього за кар'єру      | Усього за кар'єру | Усього за кар'єру     | 220      | 61       | 6     | 1     | 0     | 0    | 0       | 0       | 226     | 62      |

Станом на 14 травня 2017 року